# Walter Bulloch Stewart

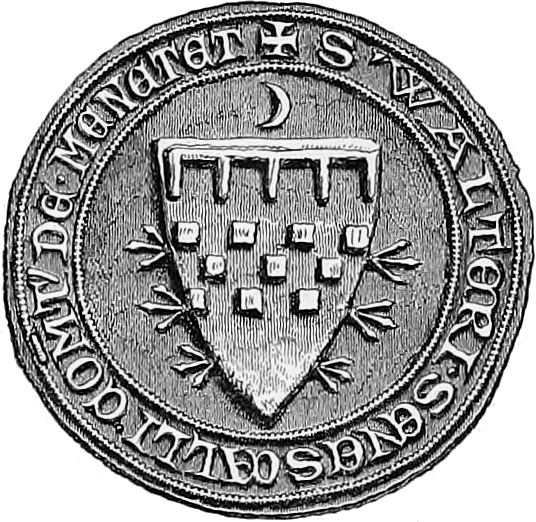
Siegel von Walter Bulloch Stewart als Earl of Menteith. Nach einer Darstellung von 1888.

Walter Bulloch Stewart, Earl of Menteith (auch Walter Balloch Stewart) (* zwischen 1225 und 1230; † um 1293) war ein schottischer Magnat.

## Herkunft
Walter Bulloch entstammte der schottischen Familie Stewart. Er war der zweite Sohn von Walter Fitzalan und dessen Frau Beatrix. Seinen Beinamen Bulloch erhielt er nach dem gälischen Wort ballach, was sich wohl auf seine Sommersprossen bezog. Nach dem Tod seines Vaters 1241 erbte sein älterer Bruder Alexander of Dundonald die Familienbesitzungen und das Hofamt des königlichen Stewards. Obwohl Walter nicht das Amt des Stewards erbte, führte er als erstes Mitglied der Familie den Namen Stewart.

## Umstrittene Ernennung zum Earl of Menteith
Walter Bulloch heiratete Mary, die möglicherweise eine Tochter von Murdoch dem Älteren, Earl of Menteith war. Murdoch war bis 1213 Earl of Menteith gewesen, doch dann hatte er Menteith an König Wilhelm übergeben. Dieser vergab Menteith und den Titel an Murdoch den Jüngeren, einen Bruder des Vorgängers von Murdoch dem Älteren als Earl. In den 1230er Jahren erbte Isabel, eine Tochter von Murdoch dem Jüngeren, den Titel. Sie heiratete Walter Comyn, der nun durch seine Frau Earl of Menteith wurde. Walter Comyn starb 1258 kinderlos, so dass die Erbfolge in Menteith ungeklärt war. 1259 beanspruchte Walter Bulloch im Namen seiner Frau Mary gegen ihre Cousine Isabel den Titel. König Alexander III. entschied 1260 zugunsten von Walter Bulloch und entzog Isabel den Titel Countess of Menteith. Dann wurden die Ländereien jedoch nicht übergeben, und zahlreiche Magnaten waren mit der Entscheidung des Königs unzufrieden. Im Herbst 1260 nahm John Comyn of Badenoch, ein Neffe von Walter Comyn, Isabel und ihren neuen Mann, den englischen Ritter John Russell gefangen. John Comyn beschuldigte das Paar, seinen Onkel Walter vergiftet zu haben. Comyn wurde von zahlreichen Magnaten, vor allem vom Earl of Buchan und vom Earl of Mar, aber auch von Alan Durward, vom Earl of Fife und Earl of Strathearn unterstützt. Sie zwangen Isabel im Gegenzug für ihre Freilassung zur Herausgabe von Menteith. Der König war zu dieser Zeit in England und konnte nicht eingreifen. Im November 1260 verließ Alexander III. abrupt den englischen Königshof und kehrte nach Schottland zurück. Vor dem 17. April 1261 wurde Walter Bulloch vom König durch das Recht seiner Frau als Earl of Menteith anerkannt. Der Earl of Mar, der Earl of Buchan und Alan Durward, die bislang den Anspruch von John Comyn unterstützt hatten, akzeptierten diese Entscheidung des Königs. John Comyn verlor sein Amt als Justiciar und erhielt es erst 1266 zurück. Damit hatte sich in dem Streit die Familie Stewart gegen die Familie Comyn durchgesetzt. 

## Weitere Anfechtungen des Titels und Teilung von Menteith

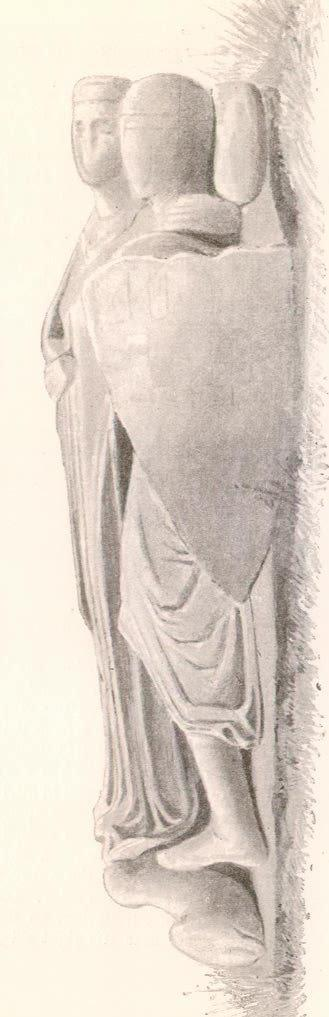
Grabdenkmal von Walter Stewart und Mary Menteith. Darstellung von 1895

Die umstrittene Entscheidung wurde aber noch über 25 Jahre lang angefochten. Zunächst beanspruchten John Russel und die ehemalige Countess Isabel bis zu ihrem Tod 1271 vergeblich den Titel.
Ab 1282 musste Walter Bulloch seinen Titel gegen die Ansprüche von William Comyn of Kirkintilloch, einem jüngeren Sohn von Johm Comyn of Badenoch verteidigen. Dieser hatte die Tochter von Isabel of Menteith und John Russell geheiratet. William Comyn wurde von seinen Verwandten unterstützt, so dass die Familie Comyn nun den Anspruch der verstorbenen Isabel of Menteith verteidigten, die sie zwanzig Jahre zuvor zur Herausgabe von Menteith gezwungen hatten. William Comyn versuchte auch die Unterstützung des englischen Königs zu erhalten und wandte sich auch an schottische Gerichte. Im April 1285 entschied eine von Alexander III. geleitete Ratsversammlung in Scone, dass William Comyn die Hälfte der Ländereien von Menteith zustand. Die andere Hälfte und der Titel Earl of Menteith blieben aber bei Walter Bulloch. Damit wurde Menteith die erste schottische Grafschaft, die erbrechtlich geteilt wurde.

## Tätigkeit als Earl of Menteith
Vor 1262 konnte Walter Bulloch mit Unterstützung des Königs seine Macht in Westschottland ausweiten. Er vertrieb die Familie MacSween aus Knapdale und vertrieb vermutlich auch die Familie Bisset von der Insel Arran. Vor 1264 wurde er Sheriff von Ayr. Während des Norwegisch-Schottischen Kriegs ab 1263 wurden seine Besitzungen am Loch Lomond von einem norwegischen Heer geplündert, was vermutlich ein gezielter Angriff gegen die Ausweitung des Einflusses des schottischen Königs nach Westschottland war. Wenig später kämpfte Walter als einer der schottischen Kommandanten in der Schlacht von Largs. Von 1271 bis 1288 war er Sheriff von Dumbarton. In den 1280er Jahren bezeugte er zahlreiche königliche Urkunden. Im August 1281 begleitete Walter Bulloch zusammen mit dem Baron Bernard de Mowat und dem Abt von Balmerino Abbey die Königstochter Margarete nach Norwegen, wo sie mit König Erik II. verheiratet wurde. Auf der Rückreise erlitten sie vor Schottland Schiffbruch. Während Mowat und der Abt ertranken, konnte Walter Bulloch sich retten. Als 1290 die schottische Thronfolge ungeklärt war, sollte der englische König Eduard I. über die Ansprüche der Anwärter auf den schottischen Thron entscheiden. Zusammen mit zahlreichen anderen Adligen schwor Walter Bulloch deshalb am 13. Juni 1291 dem englischen König die Treue. Gemäß der Familientradition unterstützte er in der Frage der Thronfolge Robert de Brus, Lord of Annandale, der sich jedoch bis 1292 nicht gegen die Ansprüche von John Balliol durchsetzen konnte.

## Nachkommen und Erbe
Mit seiner Frau Mary hatte Stewart mehrere Kinder, darunter:
- Alexander Stewart, Earl of Menteith († zwischen 1300 und 1306)
- John Menteith († 1323)

Seine Frau Mary war wahrscheinlich vor April 1285 gestorben. Walter wurde neben ihr in der von Walter Comyn und Countess Isabel gegründeten Inchmahome Priory beigesetzt.